# 酢酸アミル
酢酸アミル（さくさんアミル、Amyl acetate）または、酢酸ペンチル、エタン酸ペンチルは、分子式が CH3COO(CH2)4CH3、分子量130.18 g/molのエステルに区分される有機化合物である。バナナやリンゴに似た臭いを持ち、酢酸と1-ペンタノールとが縮合して生成する化合物である。これとは別に1-ペンタノールの異性体の一つ、あるいはそれらの混合物から製造されたエステルも酢酸アミルと称されることがよくある。消防法による第4類危険物 第2石油類に該当する。

## 用途
フルーツ系の食品香料として使われることがあるが、酢酸イソアミルの方がより一般的である。